# サンズ・オブ・アポロ
サンズ・オブ・アポロ（Sons Of Apollo）は、アメリカ合衆国出身のプログレッシブ・メタル・スーパーグループである。

## メンバー
- マイク・ポートノイ (Mike Portnoy) – ドラムス、ボーカル
- デレク・シェリニアン (Derek Sherinian) – キーボード
- ビリー・シーン (Billy Sheehan) – ベース
- ジェフ・スコット・ソート (Jeff Scott Soto) – ボーカル
- ロン・“バンブルフット”・サール (Ron "Bumblefoot" Thal) – ギター、ボーカル

## 来歴
2017年、デレク・シェリニアンがマイク・ポートノイ、ビリー・シーンとともに活動を行っていたPSMS（Portnoy、Sheehan、MacAlpine、Sherinian）のコンセプトを採り入れ、本格的なバンドに発展させるために、ジェフ・スコット・ソート、ロン・“バンブルフット”・サールを入れた5人で結成。
バンド名の由来は、マイクが持っていたバンド名のリストの中の1つに「Apollo」があり、それを見たデレクが「Sons Of Apollo」という名前を提案したことから。
同年10月25日にデビュー・アルバム『サイコティック・シンフォニー』をリリース。
2018年9月に初来日し、大阪と東京でライブを行った。

## 作品

### スタジオ・アルバム
1. サイコティック・シンフォニー - Psychotic Symphony【CD/2CD/2LP+CD】 (2017年)
  - God Of The Sun/Coming Home/Signs Of The Time/Labyrinth/Alive/Lost In Oblivion/Figaro's Whore/Divine Addiction/Opus Maximus
2. MMXX - MMXX 【CD/2CD/2LP+CD】 (2020年)
  - Goodbye Divinity/Wither To Black/Asphyxiation/Desolate July/King Of Delusion/Fall To Ascend/Resurrection Day/New World Today

### ライブ作品
1. ライヴ・ウィズ・ザ・プロヴディフ・サイコティック・シンフォニー - Live With The Plovdiv Psychotic Symphony【3CD+DVD+Blu-ray+Artbook/3CD+DVD/Blu-ray/3CD】 (2019年)
  - God Of The Sun/Signs Of The Time/Divine Addiction/That Metal Show Theme/Just Let Me Breathe/Billy Sheehan Bass Solo/Lost In Oblivion/Jeff Scott Soto Solo Spot (The Prophet's Song/Save Me)/Alive/The Pink Panther Theme/Opus Maximus/Kashmir/Gates Of Babylon/Labyrinth/Dream On/Diary Of A Madman/Comfortably Numb/The Show Must Go On/Hell's Kitchen/Derek Sherian Keyboard Solo/Lines In The Sand/Bumblefoot Guitar Solo/And The Cradle Will Rock/Coming Home

## 日本公演
- 2018年
9月10日(月) 大阪・BIGCAT
9月11日(火) 東京・LIQUIDROOM
9月12日(水) 東京・LIQUIDROOM